# Upper Reaches of the Arts
Upper Reaches of the Arts er en film instrueret af Ivalo Frank, Anke Kalk. Filmen er et portræt af  Shanghais kontrastrige kulturscene 